# Episodi de I racconti della cripta (terza stagione)
La terza stagione della serie televisiva I racconti della cripta è andata in onda negli Stati Uniti dal 15 giugno al 28 agosto 1991 sul canale a pagamento HBO.
| N° | Titolo originale      | Titolo italiano        | Prima TV USA   | Prima TV Italia |
| -- | --------------------- | ---------------------- | -------------- | --------------- |
| 1  | Loved to Death        |                        | 15 giugno 1991 |                 |
| 2  | Carrion Death         | L'avvoltoio            | 15 giugno 1991 |                 |
| 3  | The Trap              | La trappola            | 15 giugno 1991 |                 |
| 4  | Abra Cadaver          | Un fratello per nemico | 19 giugno 1991 |                 |
| 5  | Top Billing           |                        | 26 giugno 1991 |                 |
| 6  | Dead Wait             | Vana attesa            | 3 luglio 1991  |                 |
| 7  | The Reluctant Vampire |                        | 10 luglio 1991 |                 |
| 8  | Easel Kill Ya         |                        | 17 luglio 1991 |                 |
| 9  | Undertaking Palor     |                        | 24 luglio 1991 |                 |
| 10 | Mournin' Mess         |                        | 31 luglio 1991 |                 |
| 11 | Split Second          | All'ultimo secondo     | 7 agosto 1991  |                 |
| 12 | Deadline              |                        | 14 agosto 1991 |                 |
| 13 | Spoiled               |                        | 21 agosto 1991 |                 |
| 14 | Yellow                |                        | 28 agosto 1991 |                 |